# Gavin Hamilton
Gavin Hamilton, britanski častnik in operativec, * 15. maj 1953, † 10. junij 1982, Falklandi.
Januarja 1981 se je pridružil 22. SAS polku in postal poveljnik Gorskega trop D eskadrona, * 1982.
Tropu je poveljeval med falklandsko vojno, kjer je bil smrtno ranjen.

## Napredovanja
- ? - stotnik